# Epelis atomaria-obsoletaria
Epelis atomaria-obsoletaria är en fjärilsart som beskrevs av Hans Ferdinand Emil Julius Stichel 1908. Epelis atomaria-obsoletaria ingår i släktet Epelis och familjen mätare. Inga underarter finns listade i Catalogue of Life.